# Valentina Chico
Valentina Chico (Róma, 1976. május 2. –) olasz színésznő.

## Filmszerepei

### Mozi
- Taxi Lovers (2005), rendező: Luigi Di Fiore - Szerep: Linda
- Albània Blues (2000), rendező: Nico Cirasola
- Femminile, singolare (2000), rendező: Claudio Del Punta - Szerep: Clelia
- I Grimaldi (1997), rendező: Giorgio Castellani
- Va’ dove ti porta il cuore (1996), rendező: Cristina Comencini - Szerep: Marta
- Mario e il mago (1994), rendező: Klaus Maria Brandauer - Szerep: Silvestra

### Televízió
- Un caso di coscienza 3 (2008), rendező Luigi Perelli - Miniszéria - Rai Uno
- Don Matteo 5 (2006) - sorozat - Rai Uno - rendező: Elisabetta Marchetti
- Bűvölet 6 (2003), rendező: Alessandro Cane és Tomaso Sherman - sorozat - Rai Uno - - Szerep: Caterina Masi
- Con gli occhi dell'assassino (2001), rendező Corrado Colombo - tévéfilm - Rai Due - Szerep: Laura Monti
- Bűvölet 4 (2001), rendező: Alessandro Cane és Leandro Castellani - sorozat - Rai Uno - Szerep: Caterina Masi
- Bűvölet 3 (2000), rendező: Alessandro Cane e Tomaso Sherman - sorozat - Rai Uno - Szerep: Caterina Masi
- Drága doktor úr! (1998), rendező: Anna Di Francisca és Riccardo Donna - sorozat - Rai Uno